# Aves (isola)
L'isola di Aves (spagnolo: Isla de Aves) è una piccola e remota isola situata nel mar dei Caraibi, a 15°40′18″N 63°36′59″W e a 110 km a ovest delle isole di Guadalupa e Dominica. Lunga non più di 375 metri e larga al massimo 50 m, il punto di massima altezza, in un giorno di bonaccia, è di soli 4 metri; la sua superficie è di circa 4,5 ha. In certi casi, durante le tempeste più violente, l'isola viene completamente sommersa dalle acque. Formata da sabbia e povera di vegetazione, l'isola si trova in una zona pericolosa per la navigazione, come testimoniato dalle numerose barche naufragate lungo la costa.
Non va confusa con le isole Las Aves, presso il gruppo de Los Roques, situate più in prossimità delle coste venezuelane.
La Isla de Aves fa parte delle Dipendenze Federali Venezuelane. Le forze navali del Venezuela vi hanno installato una base militare che sorge su di una sorta di palafitta costruita al fine di proteggerla dalle maree. Alcuni stati caraibici, fra cui soprattutto la Dominica, rivendicano la sovranità dell'isola, da essi chiamata Bird Island.
La isla de Aves deriva il suo nome dal fatto che essa è luogo di riposo e riproduzione per molte specie di uccelli marini (aves in spagnolo significa infatti "uccelli") e per la tartaruga verde (Chelonia mydas).

## Storia
L'isola fu probabilmente scoperta da Avaro Sanzze nel 1584, anche se non venne subito colonizzata. Successivamente è stata rivendicata da Spagna, Gran Bretagna, Portogallo e Paesi Bassi. Nel corso dei secoli XVII, XVIII e XIX, gli abitanti delle isole olandesi Sint Eustatius e Saba visitarono regolarmente Aves per raccogliere uova di tartaruga e di uccelli.
Nel 1854, un capitano degli Stati Uniti scoprì le abbondanti quantità di guano su Aves e non molto tempo dopo iniziò una raccolta sistematica. Sia le autorità olandesi sia quelle venezuelane dopo averlo scoperto iniziarono a protestare. Gli olandesi mandarono una nave da guerra ad Aves. Il capitano trovò degli americani che caricano guano. Li informò che gli olandesi consideravano Aves appartenente ai Paesi Bassi.
L'isola fu nuovamente coinvolta in controversie nel 1857 quando tre uomini di Boston: Shelton, Samson e Tappan; si trovarono in una disputa con il governo venezuelano dopo che avevano deciso di occupare l'isola "che avevano scoperto in una condizione abbandonata"; ciò era stato fatto in conformità con la Guano Islands Act recentemente approvata.
Nel frattempo, nel 1859, l'amministratore di St. Eustatius diede una concessione per raccogliere il guano su Aves a "Edward Green, Kean & Co." di Baltimora a $ 2,50 per tonnellata. Decise che "sebbene Aves non fosse mai stato effettivamente insediato dagli olandesi, gli abitanti di Statia e Saba avevano fatto uso dell'isola più a lungo di quanto chiunque si possa ricordare", il che "costituiva una prova di possesso." Conferì una concessione provvisoria e chiese al Governatore di Curaçao di confermare. Il governatore, nel frattempo, aveva ricevuto una richiesta di estrazione del guano su Aves da un gruppo di uomini d'affari isola olandese Sint Maarten, "che si erano assicurati che Aves era riconosciuto come possedimento del governo olandese".
Le autorità olandesi di Curaçao, sotto le quali ricadevano Sint Eustatius e Saba, si sedettero con i venezuelani e insieme decisero di trovare un giudice reciprocamente accettabile per decidere sulla proprietà dell'isola di Aves. La regina di Spagna fu accettata da entrambe le parti e nel 1865 Isabella II decise in merito, votando a favore dei venezuelani.
Tuttavia, il giudizio di Isabella riconobbe il diritto degli abitanti delle isole olandesi St. Eustatius, Saba e St. Maarten di pescare nelle acque intorno a Aves. Poiché questo era la necessità principale che avevano gli olandesi, accettarono la sentenza. Più tardi, alcuni storici olandesi hanno sostenuto che i consiglieri di Isabella avrebbero potuto confondere Aves con l'arcipelago di Las Aves tra Bonaire e Los Roques, appena al largo della costa del Venezuela.
Dal 1878 al 1912, l'isola fu nuovamente occupata dai minatori di guano americani fino a quando le scorte non furono esaurite.
Isla de Aves fu inclusa nella riorganizzazione territoriale del Venezuela fatta dal presidente Joaquín Crespo nel 1895. Nel 1905, Isla de Aves era un comune chiamato "Municipio Oriental" parte del territorio federale di Colón.
Nel 1950, una flotta della Marina venezuelana composta da due motovedette e una nave da trasporto furono inviate per prendere il controllo dell'isola con un gruppo di soldati.
Il 2 giugno 1978, la Marina venezuelana fu mandata a fondare una base navale scientifica chiamata Simón Bolívar sul lato sottovento (ovest) vicino all'estremità meridionale dell'isola, costruita come una piattaforma costruita su palafitte parzialmente nell'acqua, che era abitata permanentemente da un gruppo di scienziati e personale militare.
Il 28 marzo 1978, il Venezuela, usando come riferimento l'Aves Island, sancì i suoi confini marittimi con gli Stati Uniti tra l'isola di Aves e Porto Rico nel Trattato di confine marittimo tra Stati Uniti e Venezuela; questo trattato entrò in vigore il 24 novembre 1980 dopo essere stato ratificato da entrambe le parti.
L'isola è il territorio venezuelano più vicino agli Stati Uniti, a circa 163 miglia dall'isola statunitense di St. Croix .
Il 17 giugno 1980, il Venezuela concordò con la Francia che la longitudine 62 ° 48′ 52 ″ O dovrebbe essere il confine marittimo tra l'isola di Aves e la Guadalupa e la Martinica.
Durante una visita in Venezuela, il primo ministro della Dominica Roosevelt Skerrit , nel giugno 2006, ha dichiarato che l'isola di Aves appartiene al Venezuela, ponendo fine al reclamo territoriale.

### Mappe storiche

1647
1887
1970

Prima dell'uragano Allen (1980)
Dopo l'uragano Allen (1980)